# Auburn (Kansas)
Auburn è un comune degli Stati Uniti d'America, situato nello Stato del Kansas, nella Contea di Shawnee.